# 51 Pegasi b
51 Pegasi b (neslužbeno Bellerophon) je ekstrasolarni planet u sustavu zvijezde nalik na Sunce, 51 Pegasi, udaljene od Zemlje približno 50 svjetlosnih godina, u zviježđu Pegazu, koji obilazi matičnu zvijezdu za 4,23 dana (101,54 sati) na srednjoj udaljenosti od približno 0,0527 astronomskih jedinica (ekscentricitet 0,0069, inklinacija 80°). Masa mu je 46% Jupiterove mase, promjer 1,9 puta veći od Jupiterova. U atmosferi planeta zabilježeni su tragovi ugljikova monoksida i vode. Otkrili su ga spektroskopskom metodom M. Mayor i D. Queloz 1995., zašto su 2019. dobili Nobelovu nagradu za fiziku. 51 Pegasi b je prvi otkriveni ekstrasolarni planet. Do danas je potvrđeno postojanje više od 4 000 ekstrasolarnih planeta (egzoplaneta), a broj neprestano raste.

## Ekstrasolarni planeti
Ekstrasolarni planeti ili egzoplaneti su planeti izvan Sunčeva sustava. Gotovo svi do danas otkriveni planeti imaju mase jednake ili veće masama plinovitih divova u Sunčevom sustavu (na primjer Jupiter). Takve planete je lakše otkriti jer zbog svoje mase, odnosno gravitacijskog privlačenja, ostvaruju mjerljive učinke na kretanje matičnih zvijezda. Iako se pretpostavlja da bi ti planeti mogli biti slični plinovitim divovima Sunčevog sustava, još nema konačnog odgovora. Neki od takvih planeta, otkriveni u posljednje vrijeme, imaju vrlo eliptične orbite koje ih dovode ekstremno blizu matičnoj zvijezdi. Zbog toga je na njih mnogo veći utjecaj Sunčevog vjetra i zračenja, nego na plinovite divove u Sunčevom sustavu, čime postaje upitno jesu li istog tipa. Prvi otkriveni egzoplanet je 51 Pegasi b. Razvojem promatračkih tehnika i instrumenata, povećava se i broj otkrivenih planeta. Do danas je potvrđeno postojanje 4073 ekstrasolarnih planeta, a broj neprestano raste.
Dosad zabilježeni ekstrasolarni planeti u prosjeku su masom i volumenom veći od planeta Sunčeva sustava, što je vjerojatno posljedica težeg otkrivanja manjih planeta. Najveći zabilježeni ekstrasolarni planeti tridesetak su puta veći od Jupitera i na granici su da postanu smeđi patuljci. Najmanji zabilježeni planeti nekoliko su puta veći od Mjeseca. Otkriveni su planeti koji se gibaju oko zvijezda po iznimno izduljenim putanjama, najveći poznati numerički ekscentricitet (0,97) ima planet HD 20782 b. Neki ekstrasolarni planeti kruže oko dvojnih zvijezda, poznato je nekoliko planeta koji kruže oko trostrukih zvijezda na primjer pet planeta u planetskom sustavu 11,2 milijarde godina stare zvijezde Kepler 444 i jedan planet, Kepler 64 b, u sustavu s četiri zvijezde. Znanstvenike su najviše iznenadili veliki planeti u neposrednoj blizini matičnih zvijezda, s periodima od samo nekoliko sati ili nekoliko dana i masama dvadesetak puta većima od Jupiterove, na primjer GP Com b i KELT1 b. Nekim su ekstrasolarnim planetima snimljene atmosfere i prepoznate molekule u atmosferama, na primjer CH4 (metan), CO (ugljikov monoksid), CO2 (ugljikov dioksid), H2 (vodik), H2O (voda), HCN (vodikov cijanid), TiO, VO i atomi vodika, kisika, ugljika, natrija, kalija. Neki su planeti vrlo neobičnoga kemijskoga i fizičkog sastava na primjer 55 Cancri e je dijamant, Gliese 436 b ima kometski rep, a na HD 189733 b pada staklena kiša i puše vjetar brzinom 2 000 m/s.

## Vanjske poveznice
|  | Zajednički poslužitelj ima još gradiva o temi 51 Pegasi b |